# Проскура Сергій Михайлович
Сергі́́й Миха́йлович Проску́ра (4 травня 1988) — український Борець; майстер спорту України з греко-римської боротьби.

## Життєпис
Майстер спорту України з греко-римської боротьби.
Чемпіон України.
Віцечемпіон Європи.
Переможець і призер міжнародних турнірів (Німеччина, Польща, Росія, Туреччина, Швеція, Фінляндія).
Ще будучи студентом університету ім. Ігоря Сікорського, Сергій входив до складу збірної команди України. Неодноразовий переможець міжнародних турнірів з греко-римської боротьби.